# Mikroregion Não-Me-Toque

Mikroregion Não-Me-Toque

Mikroregion Não-Me-Toque – mikroregion w brazylijskim stanie Rio Grande do Sul należący do mezoregionu Noroeste Rio-Grandense. Ma powierzchnię 1.511,4 km²

## Gminy
- Colorado
- Lagoa dos Três Cantos
- Não-Me-Toque
- Selbach
- Tapera
- Tio Hugo
- Victor Graeff